# Варга, Дезидериу
Дезсо Дезидериу Варга (рум. Dezső Dezideriu Varga; 14 мая 1939, Меркуря-Чук, Королевство Румыния) — румынский профессиональный хоккеист и тренер. Игрок сборной Румынии по хоккею с шайбой, участник трёх Олимпийских игр.

## Биография
Родился в 1939 году в Румынии. С 1959 по 1965 год выступал в румынской хоккейной лиге за команду «Чиксереда», с 1965 по 1977 год — за «Стяуа» из Бухареста. Выступал за сборную Румынии на чемпионатах мира в низших дивизионах и на Олимпийских играх. Всего на Олимпиаде провёл 12 матчей, забросил 2 шайбы и отдал 6 голевых передач. В 1977 году в первый и единственный раз Варга сыграл в высшем дивизионе чемпионата мира по хоккею с шайбой. В 10 встречах дважды забросил шайбу и дважды отличился голевой передаче. В 1993 году был помощником главного тренера молодёжной сборной Румынии.